# سامانثا جونسون
سامانثا جونسون (بالإنجليزية: Samantha Johnson)‏ (و. 1991  م) هي لاعبة كرة قدم، من الولايات المتحدة، ولدت في بالمديل، تلعب كمُدَافِعَة.

## روابط خارجية
- سامانثا جونسون على موقع قاعدة بيانات كرة القدم.إي يو (الإنجليزية)
- سامانثا جونسون على موقع Soccerway.com (الإنجليزية)